# 法洞郡
法洞郡（ポプトンぐん）は、朝鮮民主主義人民共和国江原道に属する郡。

## 地理
北朝鮮統治下の江原道西北部に位置する。大陸性気候で夏でも涼しい。郡の大部分が山地で、北東から南西に向かって伸びる二つの山脈、すなわち東の馬息嶺山脈と西の阿虎飛嶺山脈に挟まれた谷間に集落や街道がある。最高点は阿虎飛嶺山脈の頭流山（1,323m）で、頭流山は臨津江の源流地帯である。当地に生息するユーラシアカワウソは、北朝鮮の天然記念物に指定されている。
南に板橋郡・洗浦郡、東に安辺郡、東北に元山市・文川市、北に川内郡と境を接する。また、西北に平安南道陽徳郡、西に黄海北道新坪郡・谷山郡がある。

## 行政区画
1邑・19里を管轄する。
| - 法洞邑（ポプトンウプ） - 甘屯里（カムドゥンニ） - 乾子里（コンジャリ） - 亀龍里（クリョンニ） - 金亀里（クムグリ） - 金坪里（クムピョンニ） - 道賛里（トチャンニ） - 嶺底里（リョンジョリ） - 蘆灘里（ロタンニ） - 龍浦里（リョンポリ） | - 栗洞里（リュルトンニ） - 馬転里（マジョンニ） - 白日里（ペギルリ） - 上西里（サンソリ） - 漁遊里（オユリ） - 汝海里（ヨヘリ） - 鵲洞里（チャクトンニ） - 長安里（チャンアンニ） - 鷲巌里（チュイアムニ） - 海浪里（ヘランニ） |

## 歴史
二十三府制では咸興・開城の境界地点で、1945年8月時点で江原道伊川郡・咸鏡南道文川郡の一部であった。1952年12月、文川郡豊上・豊下面、伊川郡熊灘面が編成され、法洞郡が新設された。

### 年表
この節の出典
- 1952年12月 - 郡面里統廃合により、文川郡豊上面・豊下面および雲林面の一部、伊川郡熊灘面をもって、法洞郡を設置。法洞郡に以下の邑・里が成立。(1邑22里)
  - 法洞邑・蘆灘里・汝海里・栗洞里・白日里・鳳凰山里・鷲巌里・漁遊里・長安里・金亀里・鵲洞里・道賛里・嶺底里・巨里・上西里・上甘里・甘屯里・龍浦里・新洞里・乾子里・海浪里・金坪里・亀龍里
- 1954年 (1邑20里)
  - 巨里が馬転里に改称。
  - 鳳凰山里が蘆灘里・漁遊里に分割編入。
  - 上甘里が龍浦里に編入。
- 1961年 - 新洞里が洗浦郡に編入。(1邑19里)